# Diestota frontalis
Diestota frontalis är en skalbaggsart som beskrevs av Sharp 1908. Diestota frontalis ingår i släktet Diestota och familjen kortvingar. Inga underarter finns listade i Catalogue of Life.